# Kabul (Israele)
Kabul (in arabo كابول‎?, in ebraico כָּבּוּל‎?) è una città araba nel distretto Settentrionale di Israele, situata a 14 chilometri a sud-est di Acri e a nord di Shefa-'Amr. Nel 2018, aveva una popolazione di 13 854 abitanti.